# Sandsjö, Halland
Sandsjö, även Sandsjön, är en sjö i Kungsbacka kommun och Mölndals kommun i Halland och ingår i Kungsbackaån-Göta älvs kustområde. Sjön är 20 meter djup, har en yta på 0,295 kvadratkilometer och befinner sig 41,3 meter över havet. Sandsjö är delad mellan Sandsjöbacka naturreservat, Hallands län och Sandsjöbacka naturreservat, Västra Götalands län som båda ingår i EU-nätverket Natura 2000.

## Delavrinningsområde
Sandsjö ingår i det delavrinningsområde (638712-127444) som SMHI kallar för Utloppet av Sandsjö. Medelhöjden är 62 meter över havet och ytan är 1,97 kvadratkilometer. Det finns inga avrinningsområden uppströms utan avrinningsområdet är högsta punkten. Avrinningsområdets utflöde mynnar i havet. Avrinningsområdet består mestadels av skog (57 %) och jordbruk (18 %). Avrinningsområdet har 0,3 kvadratkilometer vattenytor vilket ger det en sjöprocent på 15,1 %.